# 熊宜僚
熊宜僚（?—?），中国春秋时期楚国楚庄王的勇士，善于弄丸为戏，号称以一敌五百。
前603年，楚军包围了宋国都城，久攻不下。熊宜僚两军阵前表演抛丸绝技，使宋军五百将士转逃，楚军大胜。
《左传》载楚惠王十年（前479年），白公胜邀请熊宜僚刺杀令尹子西和司马子期，他坚决推辞，白公胜以剑胁迫，熊宜僚还是不为所动。而在小说《东周列国志》中，熊宜僚虽然不受威胁却终在白公胜的恩礼之下被其收为己用，并在白公胜作乱时和子期同归于尽。此熊宜僚与上述相隔一百余年，未详孰是。